# Scouflaire

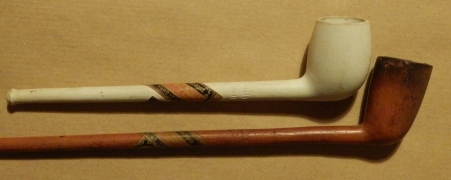
Pipes en terre de Scouflaire à Onnaing (Nord, France).

Scouflaire est une manufacture de pipes en terre du Nord de la France, active et renommée aux XIXe siècle et XXe siècle.

## Histoire de la maison Scouflaire
C'est à Onnaing, près de Valenciennes, que Pierre Scouflaire s'installe en 1821 pour travailler à la nouvelle faïencerie. Belge d'origine, il vient de Nimy où son épouse Agnès Maujeau était rôleuse dans une fabrique de pipes. 
Installée désormais en France et sans emploi, elle commence à fabriquer, avec l'aide son mari, quelques pipes en terre rudimentaires cuites dans le four familial. Le succès est surprenant, et Pierre Scouflaire invite son frère Antoine à les rejoindre pour se lancer dans cette nouvelle activité.
D'une modeste fabrique dans un hangar en 1825, les frères puis les fils d'Antoine bâtiront une entreprise fructueuse et renommée. Cent ouvriers en 1840, trois cents en 1860, la firme ne cessera de s'agrandir fabriquant à son apogée jusqu'à 50 000 pipes par jour.
Il faut dire que d'une part, la majorité des pipes à l'époque étaient en terre, et d'autre part, « l'avantage d'une pipe en terre, c'est qu'il n'est pas nécessaire de la ramasser lorsqu'elle tombe ». 
Après la Première Guerre mondiale, l'arrivée de la pipe en bois plus pratique et plus solide et surtout de la cigarette, annoncent le déclin de la pipe en terre cuite.
La fabrique de pipes Scouflaire ferme ses portes en 1936.

## Popularité
Onnaing s'est vu attribuer le surnom de « Onnaing les pipes », et la rue Scouflaire rend hommage à cet industriel. 
Les débris de pipes en terre sont innombrables sur les champs de bataille, la pipe en terre faisant partie du paquetage du poilu. De nombreux farfouilleurs exhument aujourd'hui au fil de leurs recherches des morceaux de scouflaires identifiables par la célèbre signature Scouflaire à Onnaing.
L'extraordinaire popularité de cette humble pipe se retrouve dans la littérature:
Arthur Rimbaud
... Épatant sur son banc les rondeurs de ses reins,

Un bourgeois à boutons clairs, bedaine flamande,

Savoure son onnaing d’où le tabac par brins

Déborde — vous savez, c’est de la contrebande — ;...
Léopold Simons
Il ose une double antonomase :
« Il me mit le tuyau de sa vieille pipe d'Onnaing dans ma narine gauche et, dans le fourneau de sa Scouflaire il versa le contenu d'un petit verre de Wambrechies ».
Guillaume Apollinaire
Selon lui, Pablo Picasso, parti en Espagne, fumait dans des scouflaires lors de son départ de Paris :
... Et toi Pablo fumant une pipe scouflaire

Tu maraconisas la place du calvaire

Ensuite après avoir écrasé quelques malles

Tu laissas pénétrer quelques visiteurs mâles

Dans ton appartement : Max Jacob en habit, ...